# Peter Lechelt
Peter Lechelt (* 26. Juli 1955 in Hannover) ist ein deutscher Bildhauer.

## Leben
Nach seinem Schulbesuch durchlief Peter Lechelt ab 1972 eine Ausbildung zum Steinmetz und schuf bis 1978 erste kunsthandwerkliche Arbeiten. In diesen Jahren gründete er das auf den hannoverschen Stadtteil Ricklingen bezugnehmende „Ricklinger Werkhaus“.
Ab 1979 besuchte Lechelt in Braunschweig die dortige Hochschule für Bildende Künste und erhielt nach 8 Semestern eine Fortbildung als Meisterschüler. Im Anschluss gründete er nach einem Besuch des Künstlerhofes in Groß Hegesdorf dort die Kunstschule Noa Noa.
1984 organisierte Peter Lechelt das „Malhauer Symposion“ am Waterlooplatz in Hannover.

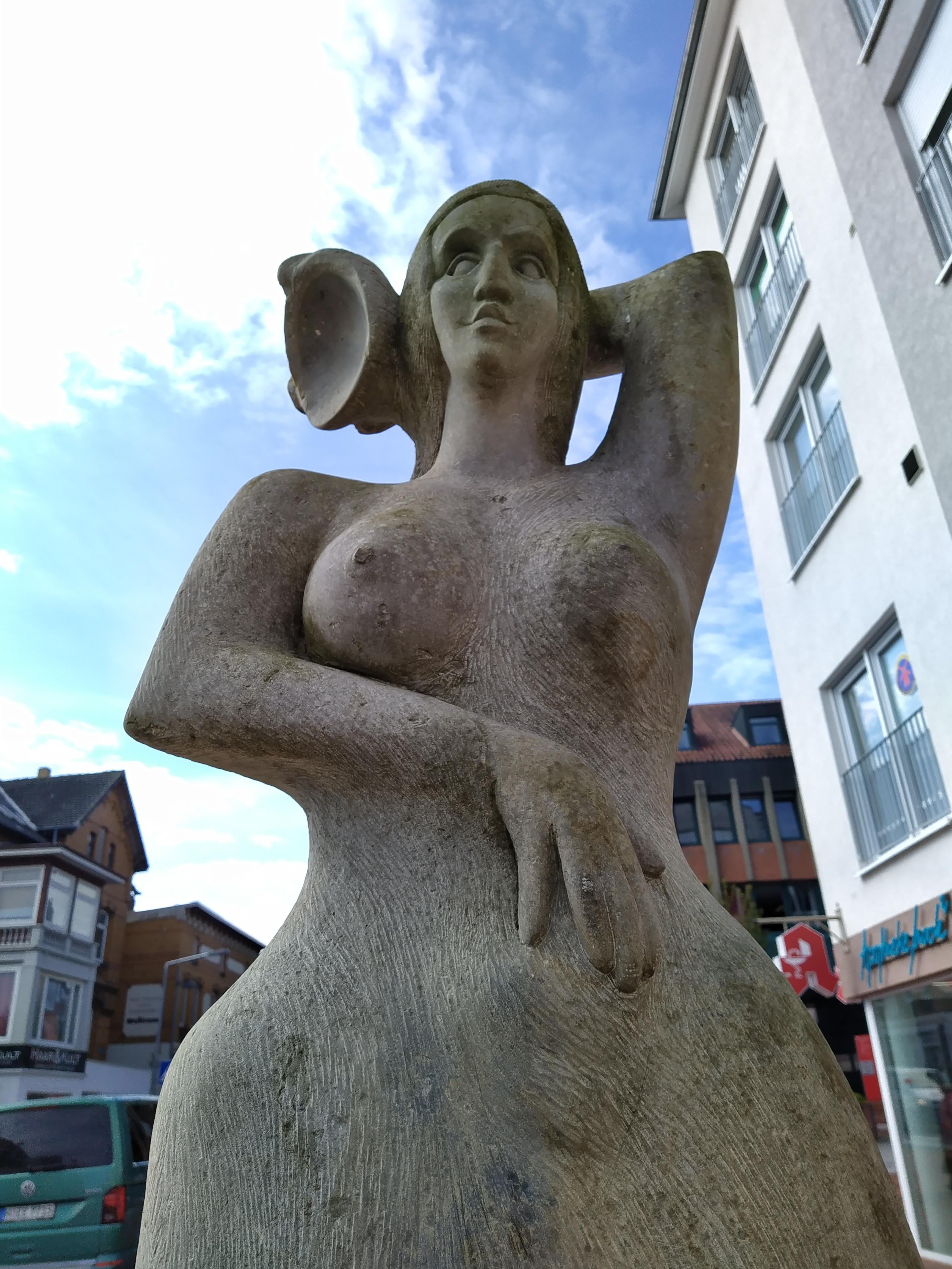
Papagena in Barsinghausen

Der zeitweilige „Stadtbildhauer“ von Barsinghausen konnte dort auch seine „Lieblingsfigur“ als Kunst im öffentlichen Raum aufstellen: die Papagena aus Wolfgang Amadeus Mozarts Oper Die Zauberflöte.
Nachdem Lechelt knapp 10 Jahre lang in Rinteln den Skulpturenpark Der Garten der geliebten Steine aufgebaut hatte, betrieb er im Jahr 2009 eine Werkstatt im „Landgrafenhaus“ am Kurpark von Bad Nenndorf, in die er zahlreiche Figuren und Skulpturen aus Rinteln versetzt hatte.

## Werke (Auswahl)
- 1986, im Auftrag der öffentlichen Hand in Stadthagen: „Stadtköpfe“[1]
- 1987: Werkauftrag der Evangelisch-Lutherischen Landeskirche Schaumburg-Lippe[1]
- 1990: Gestaltung des Innenhofes vom Haus Kurt Partsch, Bückeburg[1]
- 1991: Denkmal zum Tag der Deutschen Einheit, Stadthagen[1]
- 1992–1994: Zahlreiche Skulpturen im öffentlichen Raum von Barsinghausen; „Klosterbildhauerei“[1]
- 1994: „Direktkunstaktion“ in Hannover-Linden: „Wegweiser des Friedens“[1]
- 1993–1997: Sieben großformatige Skulpturen im Schaumburger Land[1]
- 1998: „Steinzeichen“[1]
- 1998–2002: Aufbau des Skulpturenparks  Der Garten der geliebten Steine in Schaumburg auf der Paschenburg[1]
- 2002, mit Joy Lohmann (künstlerischer Leiter): „Himmelsleiter -Lebensstufenturm“ in der Kröpcke-Uhr, Hannover[1]

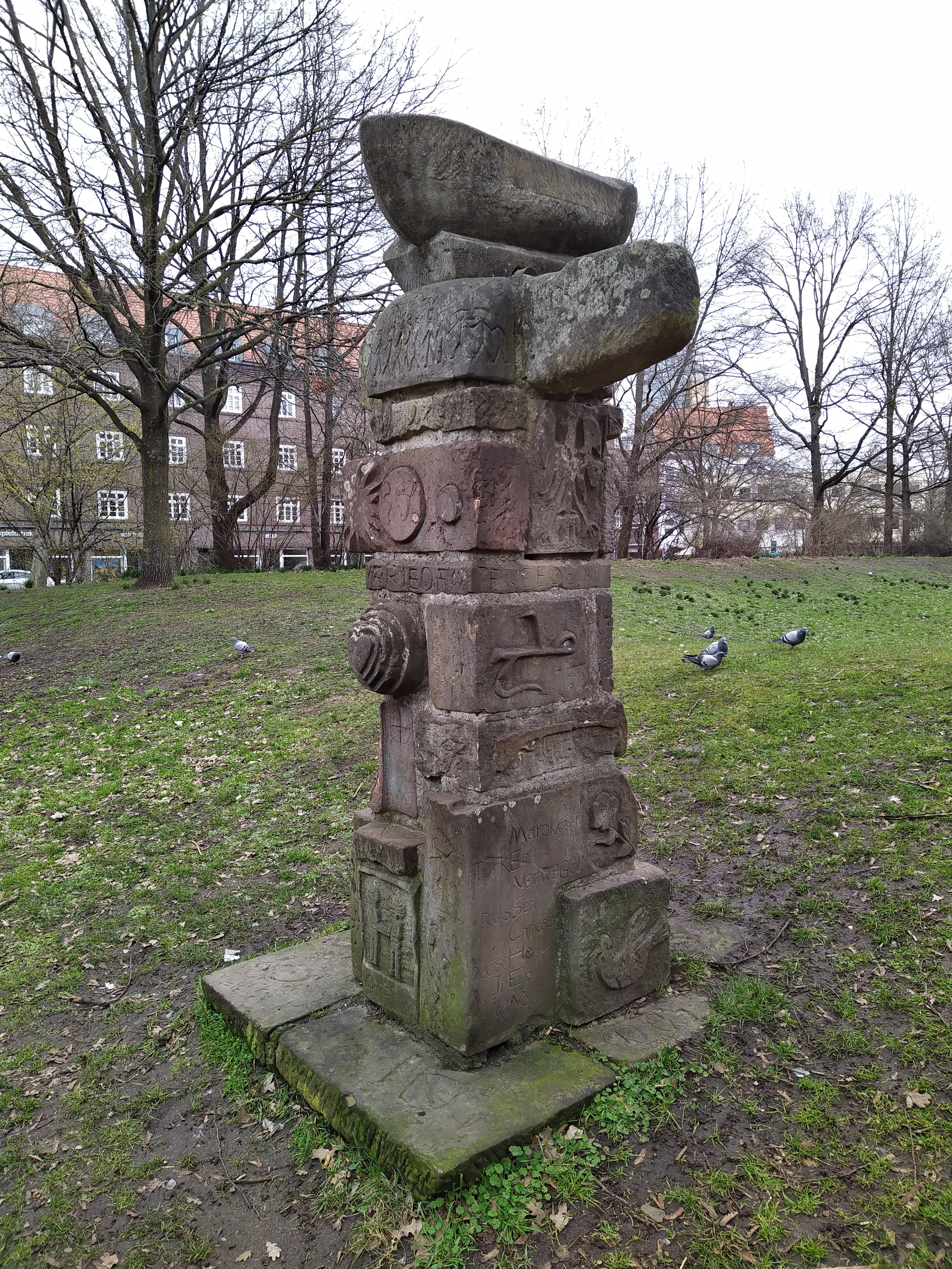
Wegweiser des Friedens in Hannover-Linden
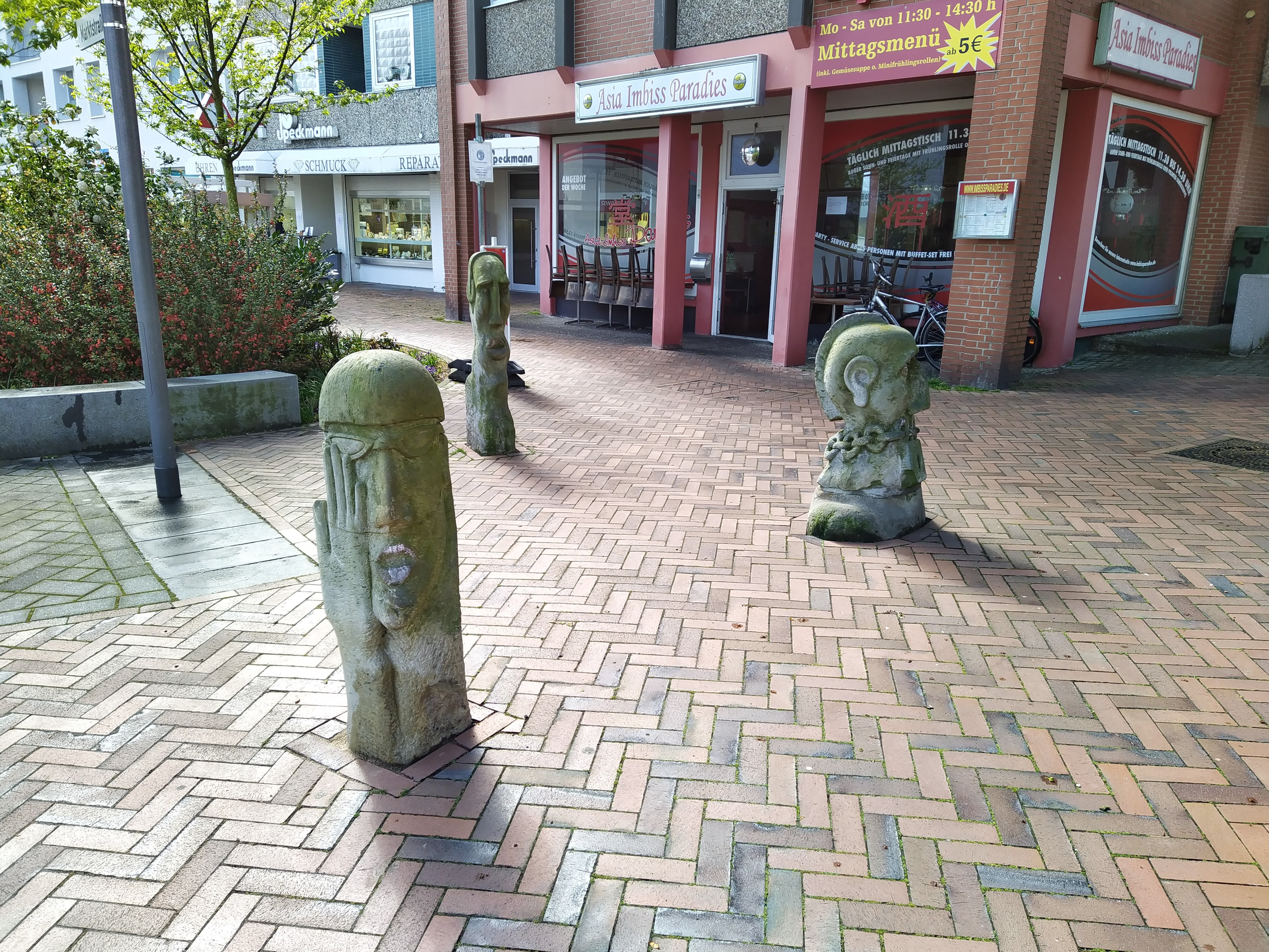
Nicht hören, nicht sehen, nicht sprechen in Barsinghausen
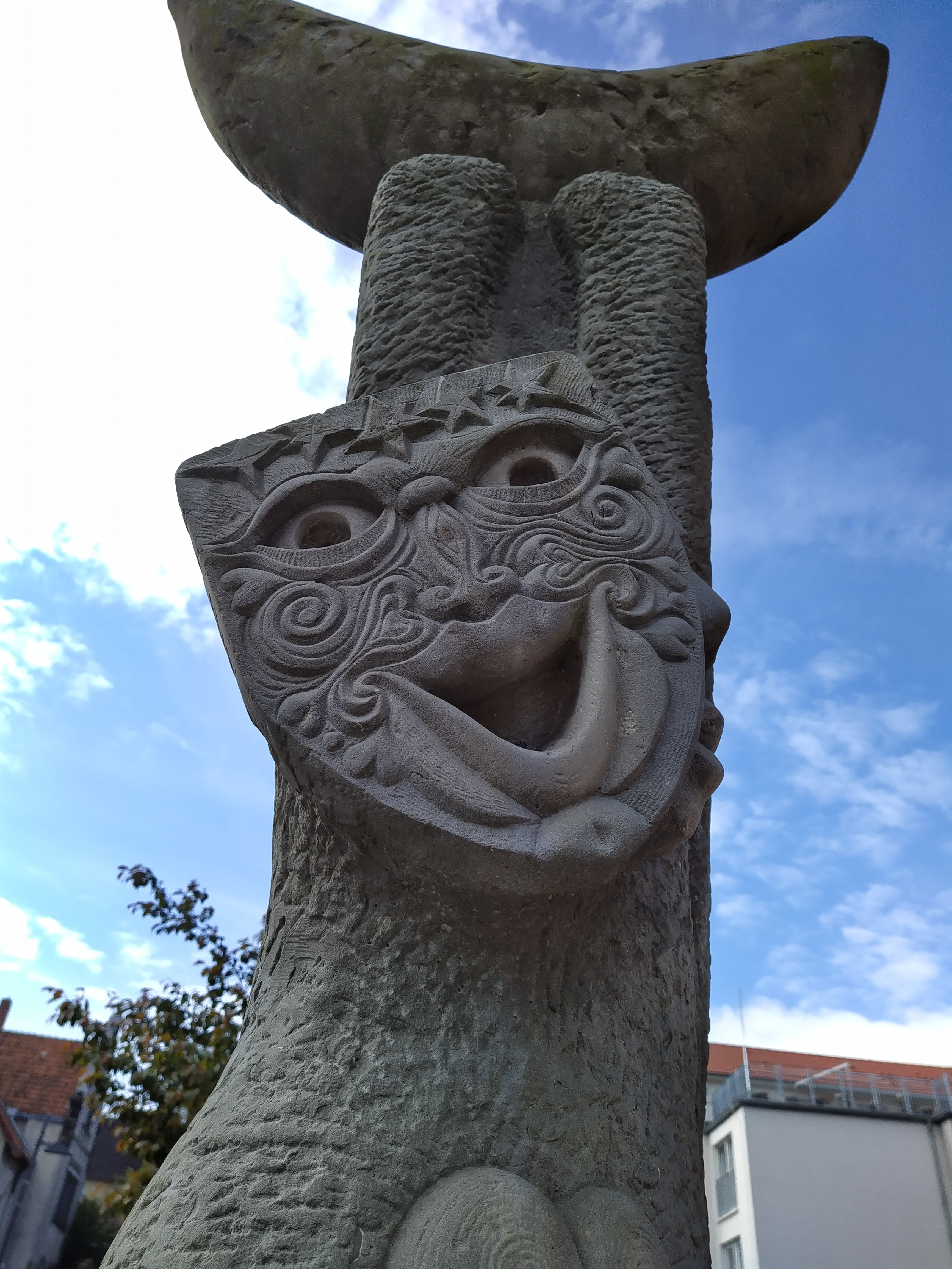
Tragikomödie in Barsinghausen
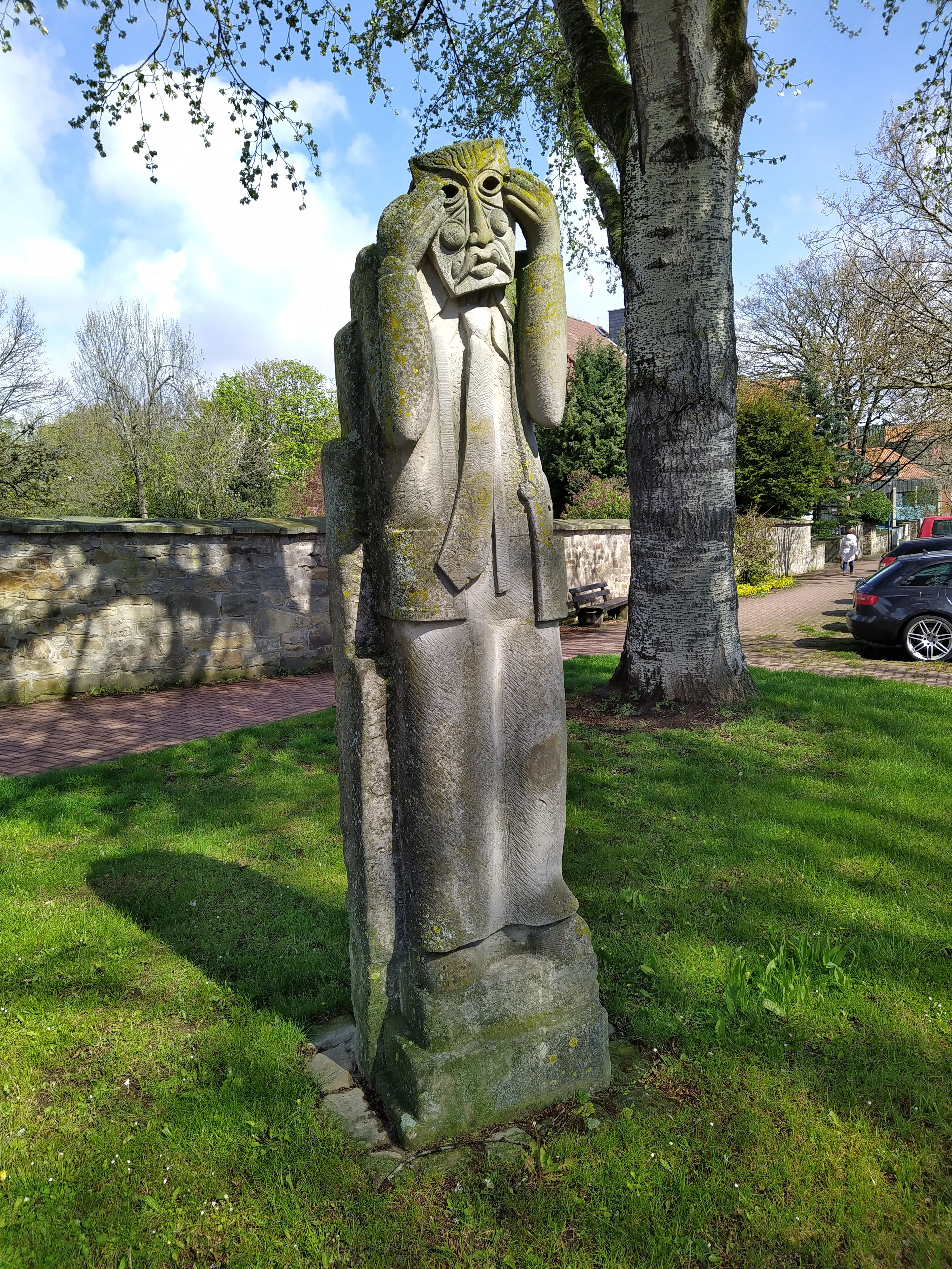
Tragödie in Barsinghausen
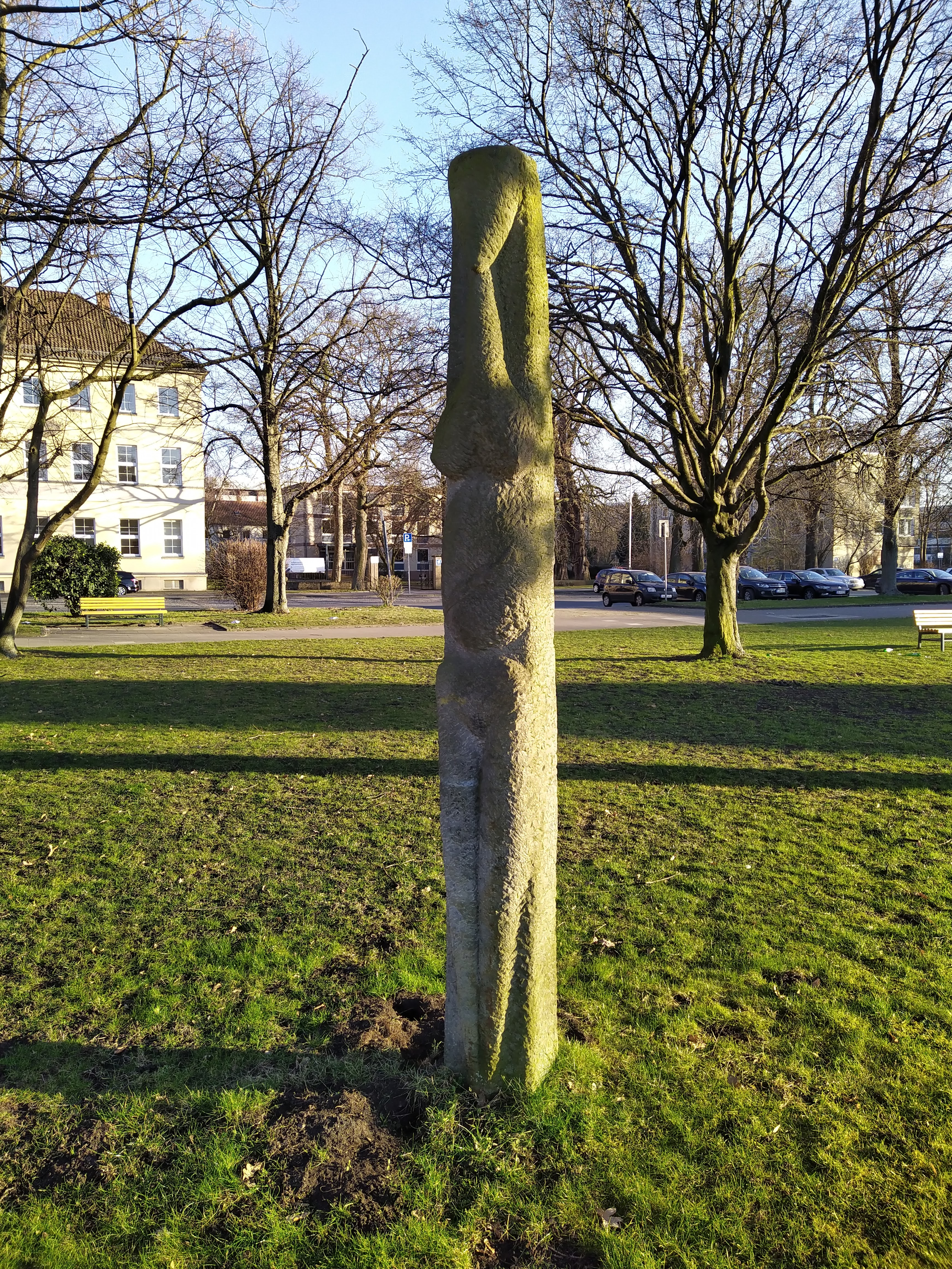
Frauenstele Waterlooplatz Hannover